# 塔夸尼耶尔
塔夸尼耶尔（法語：Tacoignières，法語發音：[takwaɲɛʁ]）是法国伊夫林省的一个市镇，属于芒特拉若利区。

## 地理
塔夸尼耶尔（48°50'11"N, 1°40'29"E）面积3.17 平方千米，位于法国法蘭西島大區伊夫林省，该省份为法国北部内陆省份，北起瓦兹河谷省，西接厄尔省，西南接厄尔-卢瓦省，东南接埃松省，东临上塞纳省。
与塔夸尼耶尔接壤的市镇（或旧市镇、城区）包括：巴赞维尔、奥尔热吕斯、普吕奈勒唐普勒、里什堡。

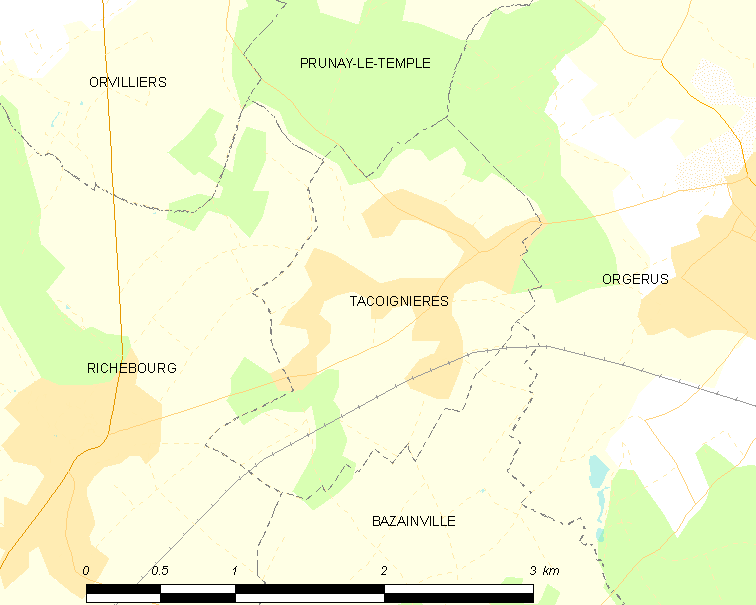
塔夸尼耶尔的OSM定位图

塔夸尼耶尔的时区为UTC+01:00、UTC+02:00（夏令时）。

## 行政
塔夸尼耶尔的邮政编码为78910，INSEE市镇编码为78605。

## 政治
塔夸尼耶尔所属的省级选区为塞纳河畔博尼耶尔县。

## 人口

1962-2008年间塔夸尼耶尔人口变化图示

塔夸尼耶尔于2022年1月1日时的人口数量为1194人。